# Sóng thần eo biển Sunda 2018

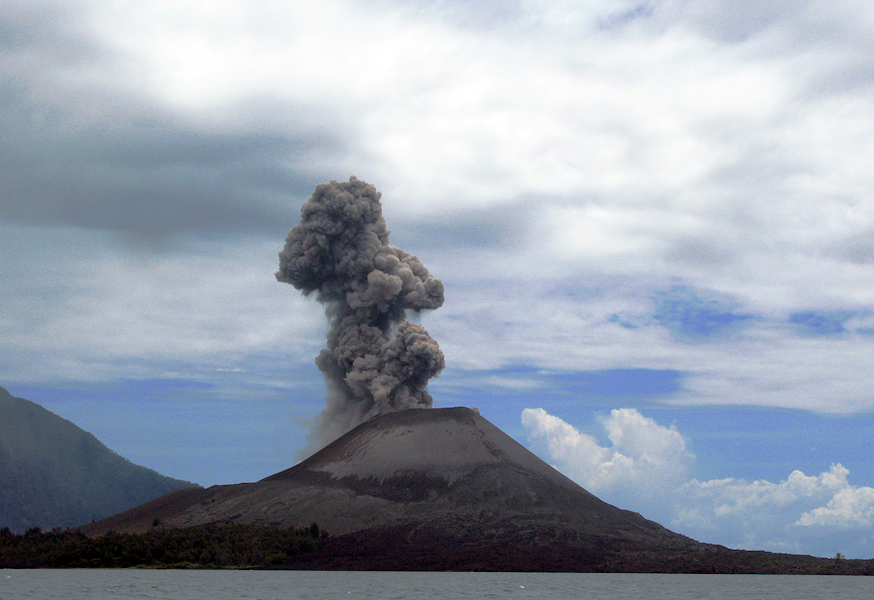
Núi lửa Anak Krakatau phun trào năm 2008

Vào ngày 22 tháng 12 năm 2018, một cơn sóng thần gây ra bởi một vụ phun trào của núi lửa Anak Krakatau ở eo biển Sunda đã tấn công các khu vực ven biển của Banten và Lampung, Indonesia. Ít nhất 429 người thiệt mạng và hơn 1459 người bị thương, mất tích 128 người. Cơ quan Khí tượng, Khí hậu và Địa vật lý Indonesia (BMKG) cho rằng sóng thần xảy ra khi thủy triều lên cao và một trận lở đất dưới nước do một vụ phun trào núi lửa gây ra.

## Sóng thần
Vào lúc 21:03 giờ địa phương (14:03 UTC), Anak Krakatau, một ngọn núi lửa đang hoạt động ở eo biển Sunda, đã phun trào và làm hỏng thiết bị địa chấn mặc dù một trạm địa chấn gần đó đã phát hiện ra những cơn chấn động liên tục. BMKG đã phát hiện ra một sự kiện sóng thần vào khoảng 21h27 giờ địa phương (14:27 UTC) tại bờ biển phía tây của Banten, nhưng cơ quan này đã không phát hiện bất kỳ sự kiện kiến tạo nào trước đó. Phát ngôn viên Khí tượng, Khí hậu học và Cơ quan Địa vật lý (BMKG) của Indonesia, ông Sutopo Purwo Nugroho đã đưa ra một tuyên bố quy định sóng thần với thủy triều cao bất thường do mặt trăng mới kết hợp với trận lở đất dưới nước do vụ phun trào Anak Krakatau gây ra.
Trước đó, BMKG đã đưa ra cảnh báo sóng cao cho vùng biển xung quanh eo biển này.

## Thiêt hại
Khoảng 400 ngôi nhà ở Pandeglang nằm gần bờ biển bị sập hoặc bị hư hại nặng nề do sóng, ngoài ra còn có 9 khách sạn. 30 ngôi nhà khác ở Nam Lampung cũng bị hư hại nặng. Con đường nối giữa Serang và Pandeglang đã bị cắt đứt.
Mặc dù Indonesia sở hữu hệ thống cảnh báo sóng thần đối với sóng thần do động đất gây ra, nhưng không có cho sóng thần gây ra bởi núi lửa và do đó đã không có cảnh báo sớm.

## Hình ảnh

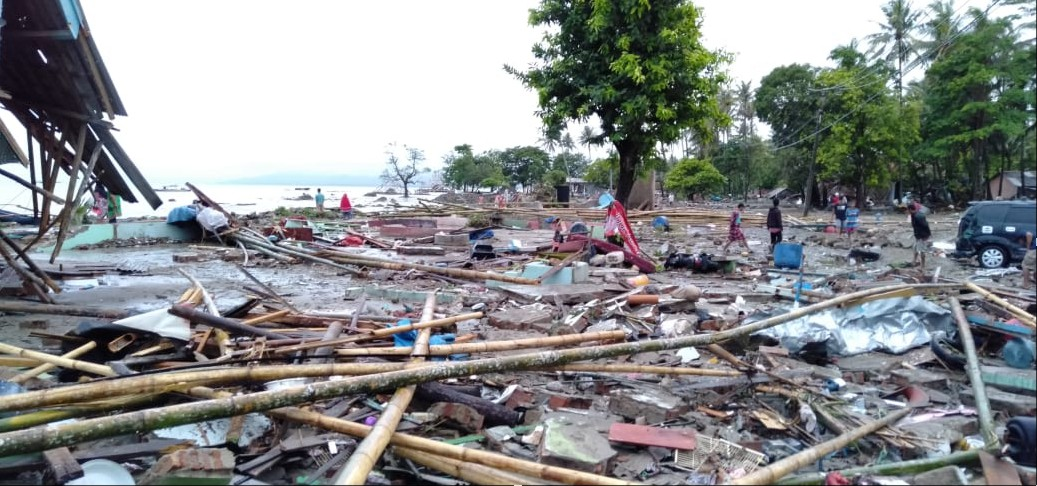
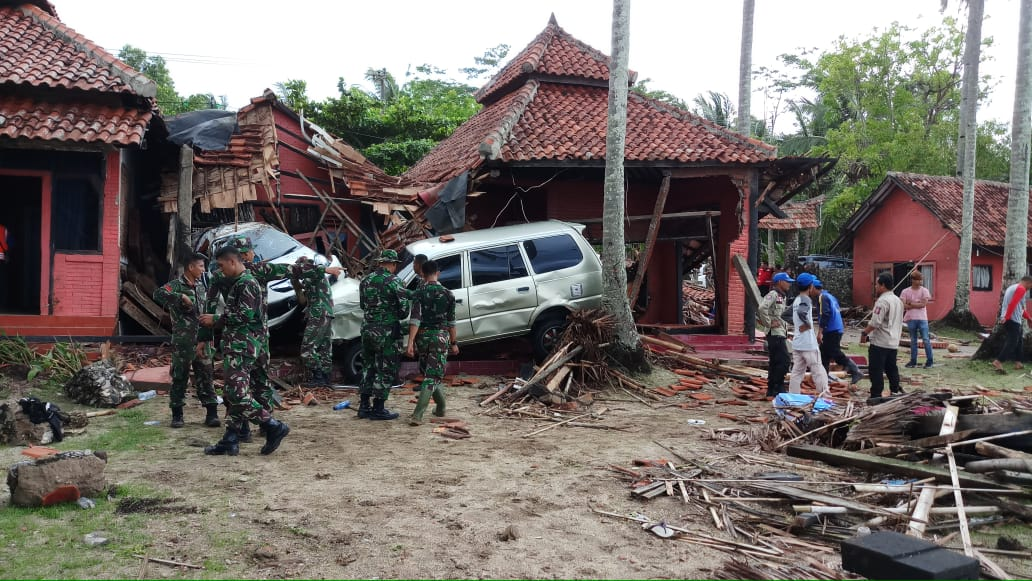
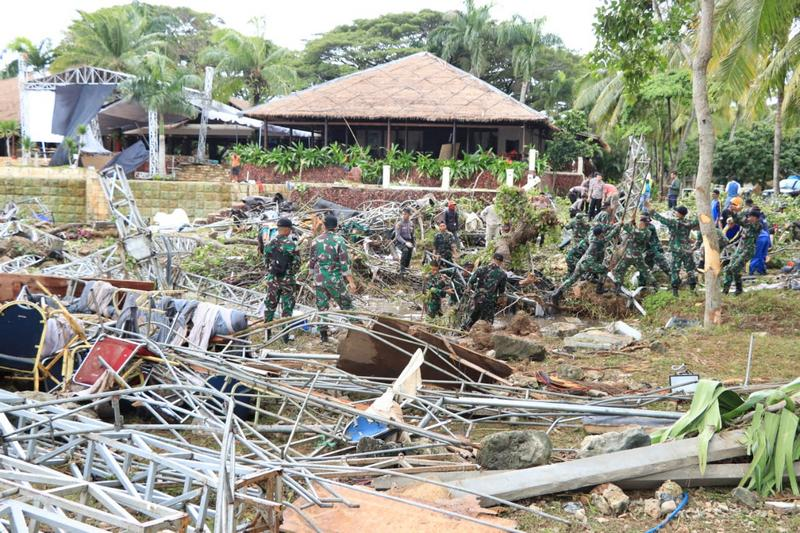